# فريدا (فلم)
فريدا هو فيلم دراما وسيرة ذاتية أمريكي من إنتاج عام 2002 لشركة وارنر برذارز، وهو من إخراج جوليا تيمور. يصور الفيلم الحياة المهنية والخاصة للفنانة المكسيكية السريالية فريدا كاهلو.
الفيلم الذي قام ببطولته سلمى حايك بدور (كاهلو) وألفريد مولينا في دور زوجها (دييغو ريفيرا) من تأليف كل من :كلانسي سيغال وديان ليك وغريغوري نافا وآنا توماس وأنطونيو بانديراس وبشكل غير رسمي من قبل إدوارد نورتون، وهو مقتبس من كتاب (فريدا: أ. سيرة فريدا كاهلو) للكاتبة هايدن هيريرا الذي صدر عام 1983. حصل فيلم فريدا على تقييمات ممتازة في الغالب من النقاد وفاز بجائزتي أوسكار لأفضل مكياج وأفضل موسيقى تصويرية من أصل ستة ترشيحات.

## وصلات خارجية
- مقالات تستعمل روابط فنية بلا صلة مع ويكي بيانات